# Réseau routier de l'Allier
Cet article présente l'histoire, les caractéristiques et les événements significatifs ayant marqué le réseau routier du département de l'Allier en France.
Au 31 décembre 2017, la longueur totale du réseau routier du département de l'Allier est de 13 412 kilomètres, se répartissant en 111 kilomètres d'autoroutes, 209 kilomètres de routes nationales, 5 282 kilomètres de routes départementales et 7 810 kilomètres de voies communales. 

## Histoire

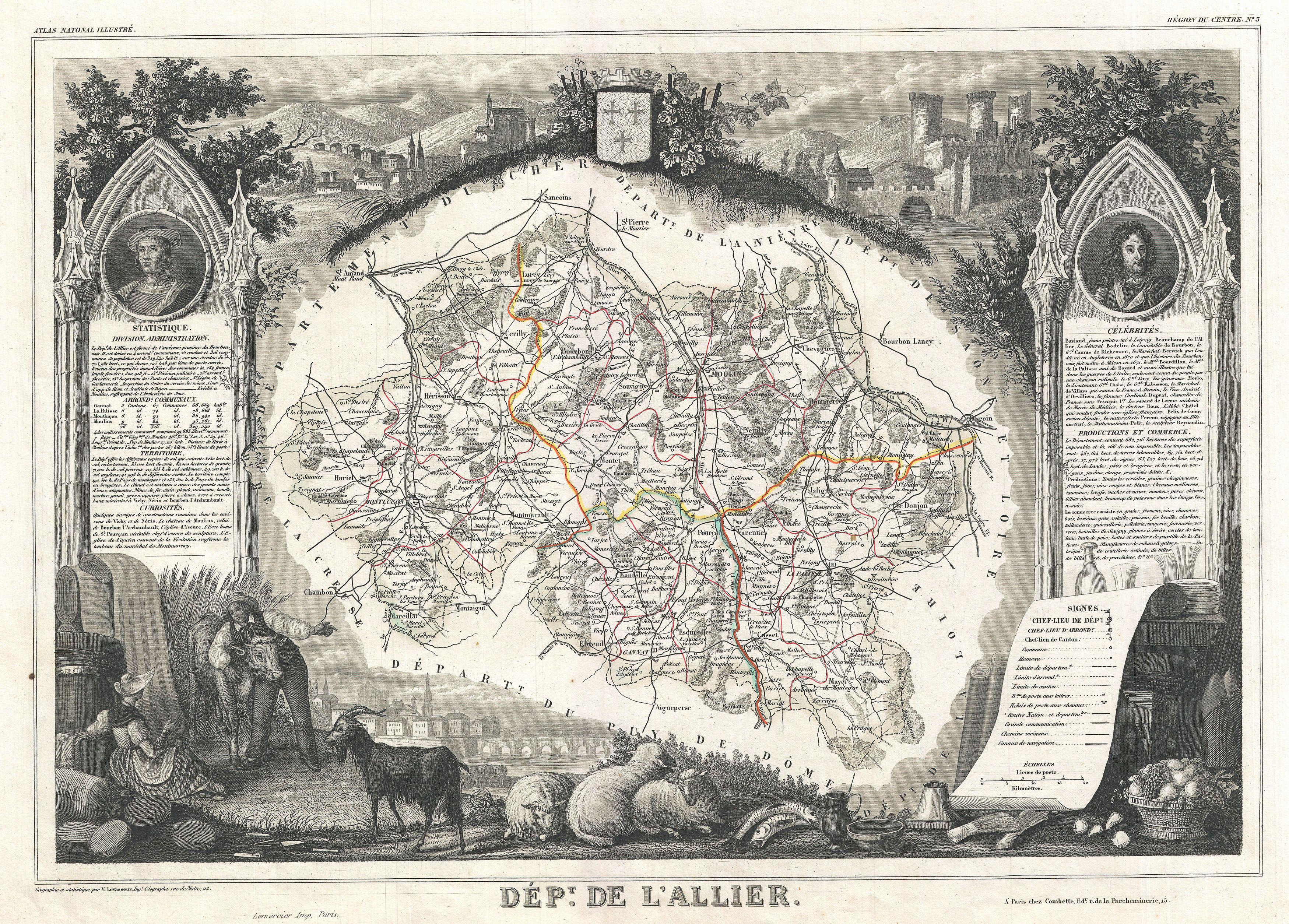
Carte Levasseur du département de l'Allier (1852).

### XVIIIesiècle
De 1750 à 1784, l’ensemble du réseau routier est pour la première fois cartographié à grande échelle (au 1/86 400e) et de manière complète par Cassini de Thury, à la demande de Louis XV. Ces cartes sont d’une grande richesse toponymique, mais d’une grande pauvreté quant à la figuration du relief et de l’altimétrie. De même les chemins secondaires sont rarement représentés, du fait d’une part de leur état médiocre, d’autre part de leur faible importance économique.

### XIXesiècle
L’Atlas national illustré réalisé par Victor Levasseur est un précieux témoignage du XIXe siècle, les cartes coloriées à la main sont entourées de gravures indiquant statistiques, notes historiques et illustrations caractéristiques des départements. Sur ces cartes sont représentées les routes, voies ferrées et voies d’eau. Par ailleurs, les départements sont divisés en arrondissements, cantons et communes.
Huit routes départementales avaient été définies au début de ce siècle et celles-ci nécessitaient un entretien :
1. de Moulins à Decize par Ennemont ;
2. de Moulins à Bourges par Souvigny, Bourbon, Cérilly ;
3. de Montmarault à Gannat par Chantel-la-Ville et Tousac ;
4. de Gannat à Digoin par Vichy, Cusset, la Palisse ;
5. de Montluçon à Évaux par Chambon, Lignerolles ;
6. de Moulins à Digoin par Chevagnes et Dompierre ;
7. d'Urçay au Veurdre par la forêt de Tronçais ;
8. de Montluçon à Culant par Émiral.

En 1836, le département totalisait 232,449 km de routes départementales et 496,915 km de routes royales que sont les routes nos 7, 9, 73, 106, 143, 144, 145, 146 et 153.
En 1851, le département comptait neuf routes nationales totalisant 494,653 km, huit routes départementales (235,865 km) et vingt-huit chemins de grande communication (972,863 53 km) :
| Numéro de la route et directions | Longueur  |
| --- | --------- |
| R.N. 7 de Paris à Antibes par Lucenat, Villeneuve, Moulins, Bessay, Varennes, Saint-Gérand-le-Puy, Lapalisse, Droiturier                                                                          | 79,231 km |
| R.N. 7BIS : embranchement de Lapalisse sur Vichy | 13,055 km |
| R.N. 9 de Paris à Perpignan, passant par Moulins, le Pont de Moulins, Bressolles, Chemilly, Châtel-de-Neuvre, Saint-Pourçain, Gannat                                                              | 57,832 km |
| R.N. 9BIS : embranchement de Gannat sur Vichy | 18,699 km |
| R.N. 73 de Moulins à Bâle par Moulins, Garnat [et franchissant la Loire] | 31,000 km |
| R.N. 106 de Moulins à Nîmes, partant de la route no 7, à Saint-Gérand, passant à Cusset et Vichy                                                                                                  | 34,730 km |
| R.N. 143 de Clermont à Tours, par Néris et Montluçon | 45,822 km |
| R.N. 144 de Clermont à Bourges, passant par Montluçon, Saint-Victor, Estivareilles, Reugny, Meaulne, Urçay                                                                                        | 39,839 km |
| R.N. 145 de Limoges à Moulins, passant par Lamaids, Montluçon, Chamblet, Montmarault, Le Montet, Châtillon, Souvigny, Coulandon                                                                   | 87,338 km |
| R.N. 146 de Limoges à Varennes-sur-Allier, passant par Montmarault, Louchy, Saint-Pourçain, traversant l'Allier au pont de Chazeuil et s'embranchant sur la route no 7 entre Chazeuil et Varennes | 33,766 km |
| R.N. 153 d'Orléans à Moulins, passant par Ainay-le-Château, la forêt de Tronçais, Cérilly, Ygrande, Bourbon-l'Archambault, Saint-Menoux, Souvigny, s'embranchant sur la route no 145              | 53,341 km |

| No et directions | Longueur  |
| --- | --------- |
| R.D. 1 de Moulins à Decize par Moulins et Saint-Ennemond                                                                                         | 17,051 km |
| R.D. 3 de Montmarault à Gannat par Saint-Marcel, Chantelle-la-Vieille, Chantelle-le-Château, Jenzat et s'embranchant sur la route no 9 à Saulzet | 26,869 km |
| R.D. 3BIS de Montmarault à Gannat par Saint-Marcel, Chantelle-la-Vieille, Bellenaves, Vicq, Ébreuil                                              | 25,025 km |
| R.D. 4 de Lapalisse à Digoin par Bussolles, le Barrois, Meilleraie, le Donjon                                                                    | 36,750 km |
| R.D. 5 de Montluçon à Évaux par Argenty et Teillet                                                                                               | 13,350 km |
| R.D. 6 de Moulins à Digoin par Chevagnes, Dompierre, Diou, Pierrefitte, Vesvre, Coulanges, Le Péage, La Broche                                   | 39,090 km |
| R.D. 7 d'Urçay au Veurdre par Bomais, Les Forges, Lurcy                                                                                          | 40,735 km |
| R.D. 9 de Lapalisse à Dompierre | 33,995 km |

Concernant les chemins vicinaux de grande communication existant en 1851, seules les villes principales sont indiquées et les distances sont arrondies à l'hectomètre.
1. de Saint-Pourçain à Sancoins par Le Montet et Bourbon-l'Archambault (70,4 km)
2. de Moulins à Marcigny par Toulon-sur-Allier, Neuilly-le-Réal, Jaligny-sur-Besbre, Le Donjon (56,9 km)
3. de Montluçon à la R.D. no 7 par Hérisson et Cérilly (43,5 km)
4. de Montmarault à Évaux par Saint-Bonnet-de-Four et Marcillat-en-Combraille (25,3 km)
5. de Montluçon à Boussac par Domérat et Huriel (25,1 km)
6. de Saint-Pourçain à Vichy par Saint-Rémy-en-Rollat, Charmeil et Vesse (20,2 km)
7. de Lapalisse à Laprugne par Saint-Prix et Le Mayet-de-Montagne (39,2 km)
8. de Saint-Pourçain à Montaigut par Chantelle, Bellenaves et Échassières (31,6 km)
9. de Montluçon à Pionsat par Lavault-Sainte-Anne, Villebret et Marcillat (24,9 km)
10. de Cusset à Varennes par Creuzier-le-Vieux, Saint-Germain-des-Fossés et Billy (20,8 km)
11. de Moulins à Vallon par Souvigny, Buxière-la-Grue et Hérisson (45,7 km)
12. de Moulins à Dompierre par Iseure, Montbeugny et Thiel (60,8 km avec embranchements de Vaumas et Neuilly)
13. de Moulins au Veurdre par Neuvy, Bagneux, Agonges et Limoise (34 km)
14. de Bourbon à la R.D. no 7 par Couleuvre (21,2 km)
15. du Donjon à Decize par Saligny, Dompierre, Garnat et Gannay (60,4 km avec embranchement de Jaligny à Dompierre)
16. de Montmarault à Cérilly par Villefranche, Cosne (44,8 km avec embranchement de Cosne à Theneuille)
17. de Montluçon à Ygrande par Désertines et Cosne (32,9 km)
18. de Saint-Pourçain à Ygrande par Verneuil et Cressanges (38,9 km)
19. d'Ébreuil à Montaigut par Lalizolle et Échassières (13,6 km)
20. de Lapalisse à Marcigny par Andelaroche (11,5 km)
21. de Varennes à Digoin par Jaligny (45,3 km)
22. de Chantelle à Cosne par Le Montet (41,3 km)
23. de Saint-Gérand-le-Puy au Donjon (27 km)
24. de Cusset à Saint-Priest-la-Prugne par Ferrières-sur-Sichon (54 km avec embranchement vers Le Mayet-de-Montagne)
25. de Cusset à la Croix-du-Sud par Châtel-Montagne (33,7 km)
26. de Lapalisse à la Croix-du-Sud par Arfeuilles (16,4 km)
27. de Vichy à Saulzet par Vendat et Escurolles (16,1 km)
28. de Meaulne à la RN 151BIS par Ainay-le-Château (17,5 km)

### XXesiècle

#### Réforme de 1930
Devant l’état très dégradé du réseau routier au lendemain de la Première Guerre mondiale et l’explosion de l’industrie automobile, l’État, constatant l’incapacité des collectivités territoriales pour remettre en état le réseau routier pour répondre aux attentes des usagers, décide d’en prendre en charge une partie. L’article 146 de la loi de finances du 16 avril 1930 prévoit ainsi le classement d’une longueur de l’ordre de 40 000 kilomètres de routes départementales dans le domaine public routier national.
En ce qui concerne le département de l’Allier, ce classement devient effectif à la suite du décret du 5 mai 1930.

#### Réforme de 1972
En 1972, un mouvement inverse est décidé par l’État. La loi de finances du 29 décembre 1971 prévoit le transfert dans la voirie départementale de près de 53 000 kilomètres de routes nationales. Le but poursuivi est :
- d’obtenir une meilleure responsabilité entre l’État et les collectivités locales en fonction de l’intérêt économique des différents réseaux,
- de permettre à l’État de concentrer ses efforts sur les principales liaisons d’intérêt national,
- d’accroître les responsabilités des assemblées départementales dans le sens de la décentralisation souhaitée par le gouvernement,
- d’assurer une meilleure gestion et une meilleure programmation de l’ensemble des voies.

Le transfert s’est opéré par vagues et par l’intermédiaire de plusieurs décrets publiés au Journal Officiel. Après concertation, la très grande majorité des départements a accepté le transfert qui s’est opéré dès 1972. En ce qui concerne le département de l’Allier, le transfert est acté avec un arrêté interministériel publié au journal officiel le 27 décembre 1972, avec prise d'effet au 1er janvier 1973,.

### XXIesiècle

#### Réforme de 2005
Une nouvelle vague de transferts de routes nationales vers les départements intervient avec la loi du 13 août 2004 relative aux libertés et responsabilités locales, un des actes législatifs entrant dans le cadre des actes II de la décentralisation où un grand nombre de compétences de l’État ont été transférées aux collectivités locales. Dans le domaine des transports, certaines parties des routes nationales sont transférées aux départements et, pour une infime partie, aux communes (les routes n’assurant des liaisons d’intérêt départemental).
Le décret en Conseil d’État définissant le domaine routier national prévoit ainsi que l’État conserve la propriété de 8 000 kilomètres d’autoroutes concédées et de 11 800 kilomètres de routes nationales et autoroutes non concédées et qu’il cède aux départements un réseau de 18 000 kilomètres.
Dans le département de l’Allier, le transfert est décidé par arrêté préfectoral signé le 19 décembre 2005. 177 kilomètres de routes nationales sont déclassées. La longueur du réseau routier national dans le département passe ainsi de 392 kilomètres en 2004 à 251 en 2006 pendant que celle du réseau départemental s’accroît de 5 021 à 5 179 kilomètres.

## Caractéristiques

### Consistance du réseau
Le réseau routier comprend cinq catégories de voies : les autoroutes et routes nationales appartenant au domaine public routier national et gérées par l’État, les routes départementales appartenant au domaine public routier départemental et gérées par les conseils généraux et les voies communales et chemins ruraux appartenant respectivement aux domaines public et privé des communes et gérées par les municipalités. Le linéaire de routes par catégories peut évoluer avec la création de routes nouvelles ou par transferts de domanialité entre catégories par classement ou déclassement, lorsque les fonctionnalités de la route ne correspondent plus à celles attendues d’une route de la catégorie dans laquelle elle est classée. Ces transferts peuvent aussi résulter d’une démarche globale de transfert de compétences d’une collectivité vers une autre.
Au 31 décembre 2011, la longueur totale du réseau routier du département de l'Allier est de 12 141 kilomètres, se répartissant en 98 kilomètres d'autoroutes, 213 kilomètres de routes nationales, 5 234 kilomètres de routes départementales et 6 596 kilomètres de voies communales.
Il occupe ainsi le 38e rang au niveau national sur les 96 départements métropolitains quant à sa longueur et le 71e quant à sa densité avec 1,7 kilomètre par kilomètre carré de territoire.
Trois grandes réformes ont contribué à faire évoluer notablement cette répartition : 1930, 1972 et 2005.
L'évolution du réseau routier entre 2002 et 2017 est présentée dans le tableau ci-après.
|                        | 2002   | 2003   | 2004   | 2005   | 2006   | 2007   | 2008   | 2009   | 2010   | 2011   | 2012   | 2013   | 2014   | 2015   | 2016   | 2017   |
| ---------------------- | ------ | ------ | ------ | ------ | ------ | ------ | ------ | ------ | ------ | ------ | ------ | ------ | ------ | ------ | ------ | ------ |
| Autoroutes             | 88     | 88     | 88     | 88     | 88     | 88     | 98     | 98     | 98     | 98     | 98     | 98     | 98     | 111    | 111    | 111    |
| Routes nationales      | 390    | 392    | 392    | 245    | 251    | 220    | 215    | 213    | 213    | 213    | 211    | 211    | 209    | 208    | 209    | 209    |
| Routes départementales | 4 990  | 5 021  | 5 021  | 5 032  | 5 179  | 5 209  | 5 209  | 5 209  | 5 209  | 5 234  | 5 241  | 5 242  | 5 253  | 5 253  | 5 254  | 5 282  |
| Voies communales       | 5 472  | 5 502  | 5 563  | 5 618  | 5 730  | 5 919  | 5 919  | 6 243  | 6 596  | 6 596  | 7 165  | 7 397  | 7 397  | 7 458  | 7 598  | 7 810  |
| TOTAL                  | 10 940 | 11 003 | 11 064 | 10 983 | 11 248 | 11 436 | 11 441 | 11 763 | 12 116 | 12 141 | 12 715 | 12 948 | 12 957 | 13 030 | 13 172 | 13 412 |

### Nomenclature des routes
À l'exception de certaines routes qui ont été transférées vers le réseau routier national dans les années 1930, les chemins de grande communication sont devenus des routes départementales portant le même numéro (par exemple, le Gc 6 est devenu la RD 6, mais pas le Gc 24 qui est devenu la RN 495 pour être déclassée dans les années 1970).
Les chemins d'intérêt commun (Ic) ont été renumérotés dans les routes départementales en ajoutant 100 (par exemple, le chemin Ic 107 est devenu la RD 207),.
Les routes nationales déclassées à l'issue de la réforme de 1972 portent habituellement les deux derniers numéros de la route nationale, précédés du chiffre 9. Ainsi, la RN 106 devient la RD 906 (en partie) et la RN 495 devient la RD 995. Quelques exceptions subsistent :
- les RN 478 et 479, bien que déclassées suivant la règle, sont suivies du suffixe A (RD 978A et 979A), puisque le département de la Nièvre a déjà une RD 978 et une RD 979 issus du déclassement des RN 78 et 79 ;
- les RN 493 et 689 sont respectivement devenues les RD 1093 et 1089, les numéros 993 et 989 étant déjà utilisés dans le département pour les déclassements respectifs des nationales 693, et 489 ;
- la route départementale issue du déclassement de la RN 480 porte le même numéro ;
- la RN 694 est devenue la RD 94 car le numéro 994 a déjà été utilisé pour le déclassement de la RN 494 ;
- la RN 698A est devenue la RD 69.

Cas particulier : la RN 695.
Les routes nationales déclassées à l'issue de la réforme de 2005 portent les trois derniers numéros de la route nationale, précédés du chiffre 2 : la RN 9 est devenue la RD 2009, la RN 209 est devenue la RD 2209.
Entretemps, à la suite de la construction de déviations, les sections appartenant auparavant au réseau routier national ont été déclassées dans le réseau routier départemental. Le numéro de la route départementale est constitué des deux derniers chiffres de la route nationale, précédés du chiffre 7. Par exemple, la traversée de Moulins est la RD 707 tandis que la RN 7 la contourne.

## Réalisations ou événements récents
Cette section a pour objet de recenser les événements marquants concernant le domaine de la Route dans le département de l’Allier depuis 1990. Seront ainsi citées les déclarations d’utilité publique, les débuts de travaux et les mises en service. Seuls les ouvrages les plus importants soit par leur coût soit par leur impact (déviation de bourgs) seront pris en compte. De même il est souhaitable de ne pas recenser les projets qui n’ont pas encore fait l’objet d’une utilité publique.

### Route Centre-Europe Atlantique
L'Allier est traversé d'ouest en est par une route d'intérêt européen (axe E62), la RCEA. La branche centrale passe dans le département ; elle comprend l'axe Guéret – Montluçon (assuré par la RN 145 jusqu'à l'échangeur du Pont des Nautes au sud de Saint-Victor puis par l'autoroute A714 jusqu'au péage de Bizeneuille), une partie de l'A71 (entre ledit péage et celui de Montmarault), puis la RN 79 en direction de Mâcon et Chalon-sur-Saône.
Le contournement de Lamaids (avec échangeur 41 pour desserte) a été livré en 2007, puis celui de Quinssaines en 2010. Celui de Montluçon est achevé en 2011 par la mise à 2×2 voies et aux normes autoroutières d'un tronçon déjà existant.
Sur la section assurée par la RN 79, les travaux de mise à deux fois deux voies sont en cours ; la fin des travaux est prévue en 2020, pour un coût de 361 millions d'euros.
Le pont du Val d'Allier entre Chemilly et l'échangeur avec la RN 7 sera doublé et allongé.

### Route nationale 7
Le département est également traversé du nord vers le sud-est par la route nationale 7. Le projet d'aménagement à 2×2 voies entre Saint-Pierre-le-Moûtier-Sud et Avermes et entre Toulon-sur-Allier et Saint-Germain-Lespinasse-Nord (contournement de Moulins exclu car déjà réalisé) a été déclaré d'utilité publique le 20 septembre 1995.
Certains tronçons de voies express sont déjà en service : déviation de Moulins en 1996, de Toulon-sur-Allier en 2000, de Lapalisse et de Saint-Prix en octobre 2006, raccordement de Saint-Prix à la frontière départementale avec la Loire le 19 mars 2014. Ce dernier, long de 9,5 km, devait initialement ouvrir en 2011 mais des malfaçons ont retardé sa mise en service,,.
La déviation de Varennes-sur-Allier est en construction (4,8 km),. Elle comprend à ses sorties la réalisation de carrefours giratoires : en 2007, sur la RD 46 à la suite de la suppression d'un passage à niveau de la ligne ferroviaire à Chazeuil, puis sur la RN 209 en 2009 pour desservir le centre d'entretien et d'intervention ainsi que le nord de l'agglomération de Vichy. Une digue a dû être détruite sur la rivière Allier. Les travaux ont été interrompus[Quand ?] à la suite d'un contentieux entre deux entreprises et l'État ; la reprise a été retardée à la suite d'un recours environnemental au printemps 2013. Quatre millions d'euros supplémentaires (s'ajoutant aux 101 millions[réf. souhaitée]) ont été débloqués par l'État pour achever ces travaux commencés en 2009. La déviation a été mise en service le 21 décembre 2016.
Il reste à réaliser les raccordements de Moulins à Varennes-sur-Allier (avec la reconfiguration de l'échangeur avec la route Centre-Europe Atlantique), puis de Varennes-sur-Allier à Lapalisse.

### Desserte de Vichy
L'agglomération de Vichy fut la seule de France à ne pas posséder d'infrastructures routières décentes.

#### Autoroute A719

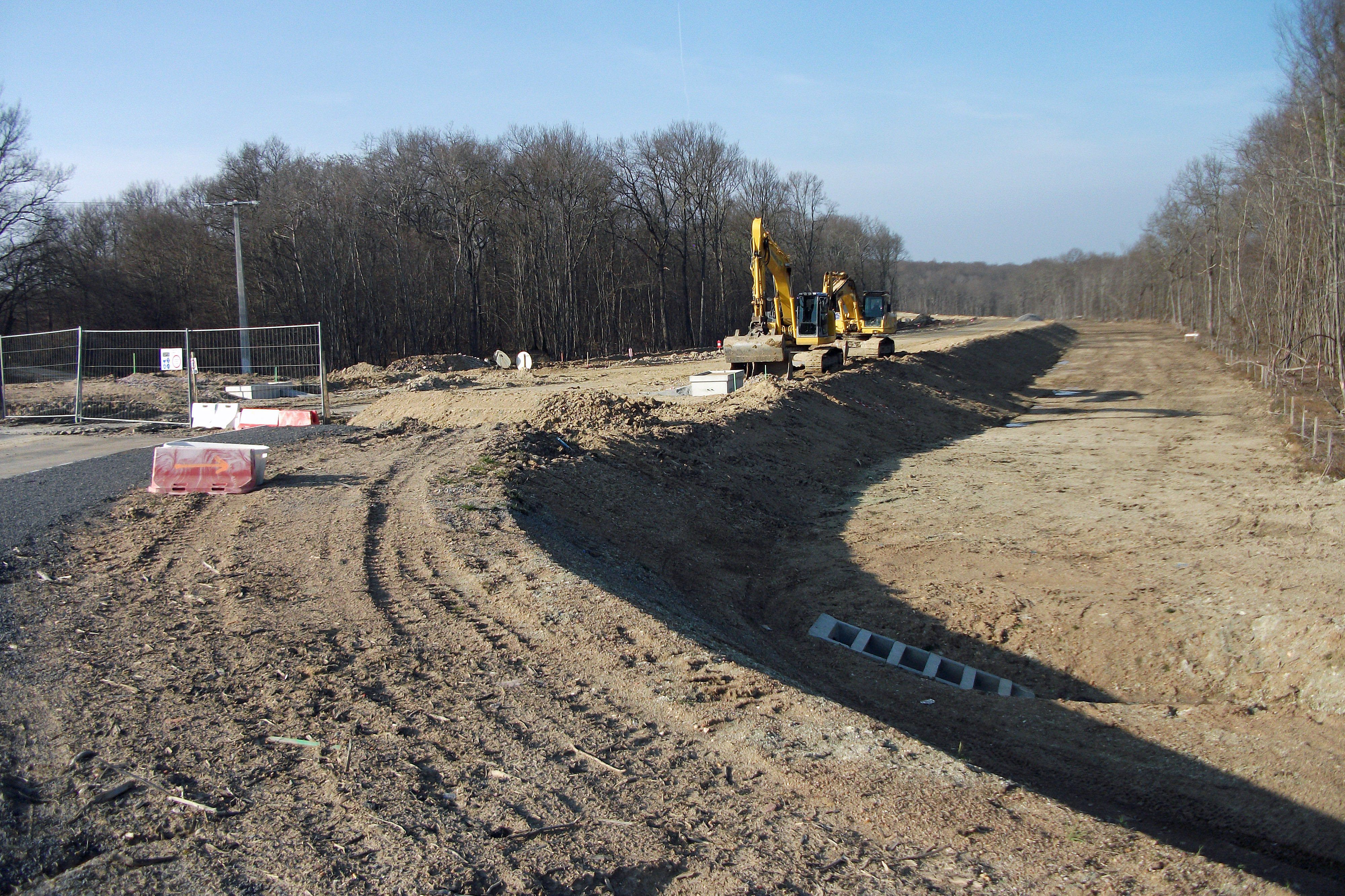
Chantier de l'autoroute A719 en mars 2014.

Un premier tronçon de l'autoroute A719, contournant Gannat par le nord, a ouvert en 1997. Son prolongement, déclaré d'utilité publique le 16 août 2011, a permis le désenclavement de l'agglomération de Vichy en donnant une véritable adresse autoroutière. Construit par APRR pour un montant de 100 millions d'euros, ce prolongement de 14 kilomètres est livré à la circulation au début de l'année 2015. L'autoroute se termine sur un carrefour giratoire, déjà en service, avec les départementales 2209, 215 et le contournement sud-ouest de Vichy.

#### Contournement nord-ouest de Vichy
Le contournement nord-ouest de Vichy est une route en projet reliant l'A719 au moyen d'un échangeur et le giratoire des départementales 6 et 67, dit « de la Goutte », sur la commune de Saint-Rémy-en-Rollat. Il comprend aussi la réutilisation de la RD 67, ouverte à la fin des années 1990, jusqu'au rond-point de Creuzier-le-Neuf. Ce contournement doit désengorger la route départementale 6 ainsi que la route nationale 209 au nord de Creuzier-le-Neuf ou la route départementale 2209 entre Vichy et Gannat qui subissent une augmentation du trafic. Il sera géré par l'État ; la RD 67 devrait être classée dans le réseau routier national.
La concertation s'est tenue du 13 au 29 novembre 2013 ; sa mise en service est prévue en 2020.
Le coût du projet dépasse 50 millions d'euros. Ce contournement sera à deux voies et comprendra des carrefours giratoires. Il comprendra deux points d'échanges intermédiaires, au droit de Montpertuis et au carrefour avec la route départementale 27 à la sortie de Charmeil.
Six variantes ont été étudiées : au sud de la RD 27, les variantes « Thévenins » et « Gros Bois » ; au nord, « Nord Bois Perret », « Sud Bois Perret » et « voie ferrée ».
- Les variantes nord nécessitent soit le franchissement, soit le déplacement de la voie ferrée Saint-Germain – Gannat.
- Les variantes sud nécessitent la création d'un carrefour giratoire pour desservir la future zone d'activités économique de Montpertuis.

À l'issue de la concertation, la réalisation de ce contournement aura des impacts sur les milieux naturel et agricole ainsi que l'activité économique.
Des riverains d'une association locale dénoncent un tracé « inacceptable », et même mal placé car traversant des zones « urbanisées », « boisées », « humides » et « agricoles ».

#### Contournement sud-ouest de Vichy
Le projet du contournement sud-ouest de l'agglomération vichyssoise est inscrit dans le schéma directeur d'agglomération du 20 décembre 2001. Il a été soumis à une enquête publique entre le 12 juin et le 21 juillet 2006, puis déclaré d'utilité publique par arrêté interpréfectoral du 14 mai 2007. En 2010, le département a recours à un partenariat public-privé avec la société Allicso pour financer les travaux. Pour ces raisons, le chantier du contournement n'a pu démarrer qu'en octobre 2011 après avis d'enquête publique préalable à la demande d'autorisation d'aménager ce contournement au titre de la loi sur l'eau, approuvé le 20. À cette époque, la livraison était prévue pour fin 2013 ou début 2014.

##### Un projet arrêté pour des raisons environnementales
Avant le début des travaux, une association de défense de l'environnement, la FRANE (Fédération de la région Auvergne pour la nature et l'environnement), avait déposé un recours au tribunal administratif pour « atteinte irréversible » constituée par un pont à construire au sud de Saint-Yorre, conduisant à l'annulation de l'arrêté du 20 octobre 2011 pour « insuffisances multiples du dossier »,. Les travaux sont arrêtés en février 2012. Lors de l'enquête publique, la FRANE stipule des manquements au dossier faune et flore, avec l'existence d'espèces protégées en ignorant les incidences du projet. Seule une nouvelle enquête publique permet de résoudre le problème. Le tribunal administratif de Clermont-Ferrand a annulé l'arrêté le 30 octobre 2012 ; des manifestations ont eu lieu au droit du chantier le 9 novembre. Le nouveau pont aurait des conséquences catastrophiques sur la rivière Allier. Le contournement est « incompatible avec les enjeux écologiques liés à l'eau potable, les écosystèmes et la dynamique fluviale ».
Une autre association a critiqué une nouvelle enquête publique (du 29 avril au 31 mai 2013) : peu d'améliorations en matière d'environnement avec des conséquences hydrographiques catastrophiques.

##### Reprise des travaux
Un nouvel arrêté autorisant, au titre de la loi sur l'eau, la réalisation de ce contournement, a été signé par le préfet de l'Allier. Les dossiers ont été révisés et approuvés par le CNPN. Les travaux ont repris début 2014, avec « la création de zones humides nouvelles en compensation de [celles] détruites », malgré l'opposition d'associations de défense de l'environnement. Le surcoût dû à l'interruption des travaux est évalué à 16,5 millions d'euros,.

##### Caractéristiques du contournement sud-ouest
Le contournement sud-ouest ne traverse aucune agglomération sur les sept communes desservies : Saint-Yorre, Saint-Priest-Bramefant, Saint-Sylvestre-Pragoulin, Hauterive Brugheas, Serbannes et Espinasse-Vozelle.
Ce nouveau tracé, qui s'appelle D 906, est long de 18,6 km. Outre son rôle de désenclavement de Vichy et plus particulièrement du sud-ouest de l'agglomération, cette nouvelle route permet de réduire les nuisances sonores subies par les riverains de la D 906 (renommée D 906E) et dans l'ensemble de l'agglomération, l'amélioration de la desserte des zones d'activités et de la sécurité routière. Inauguré le 28 janvier 2016, il est ouvert depuis le 2 février.

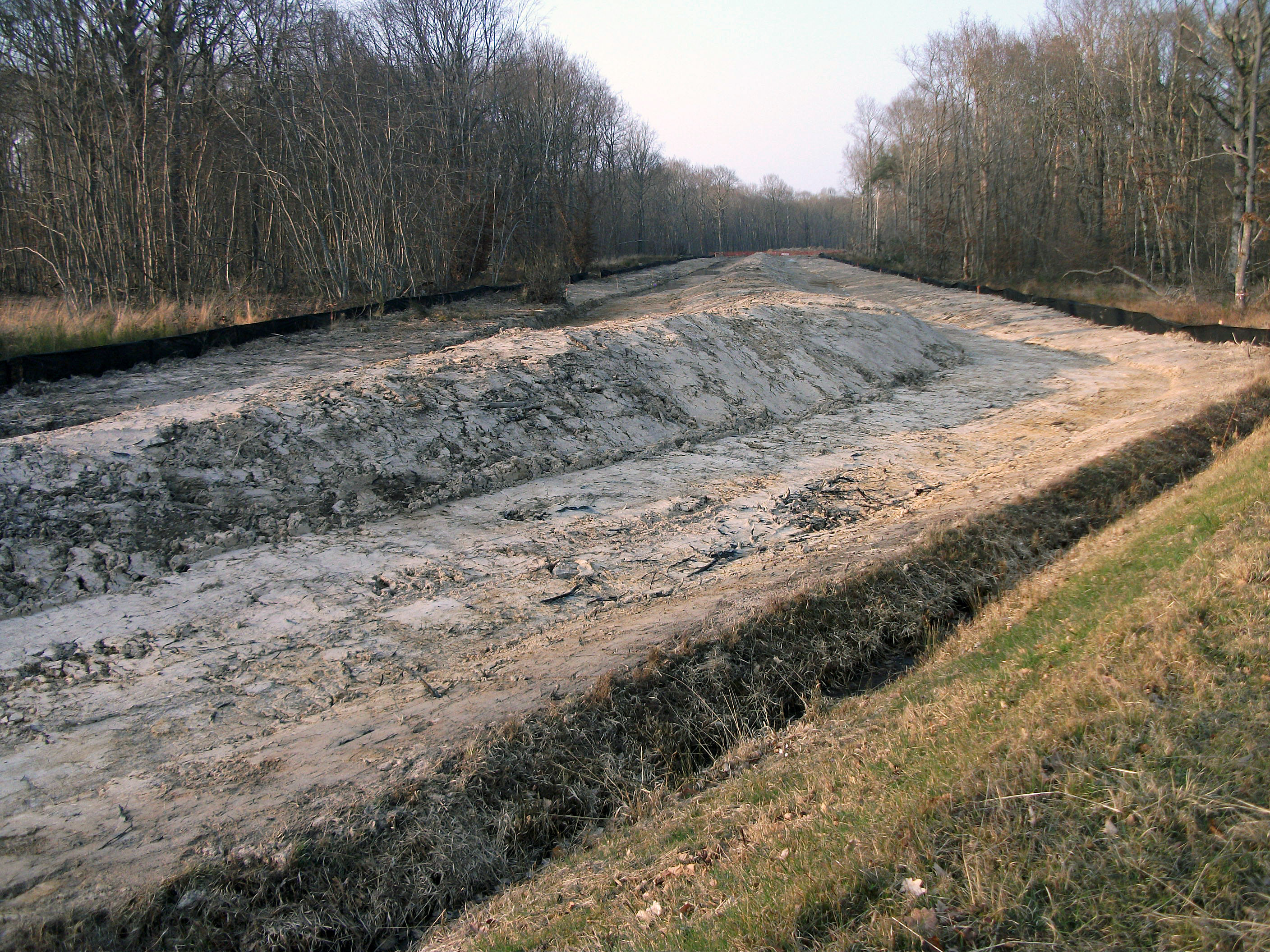
Chantier du contournement sud-ouest à Serbannes en mars 2014.
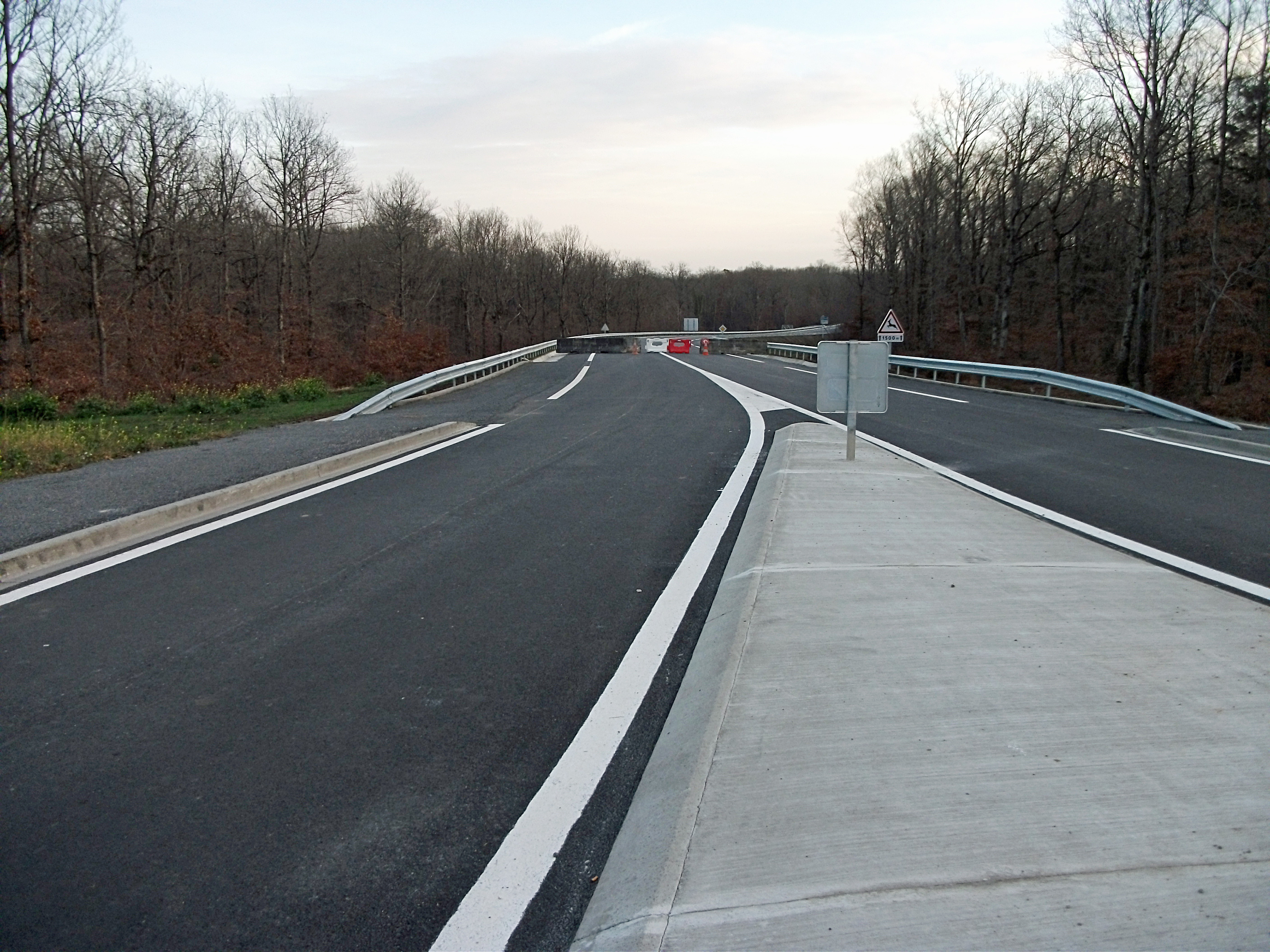
Contournement sud-ouest en direction de Thiers, depuis le giratoire de la RD 984 (non ouvert en décembre 2015).
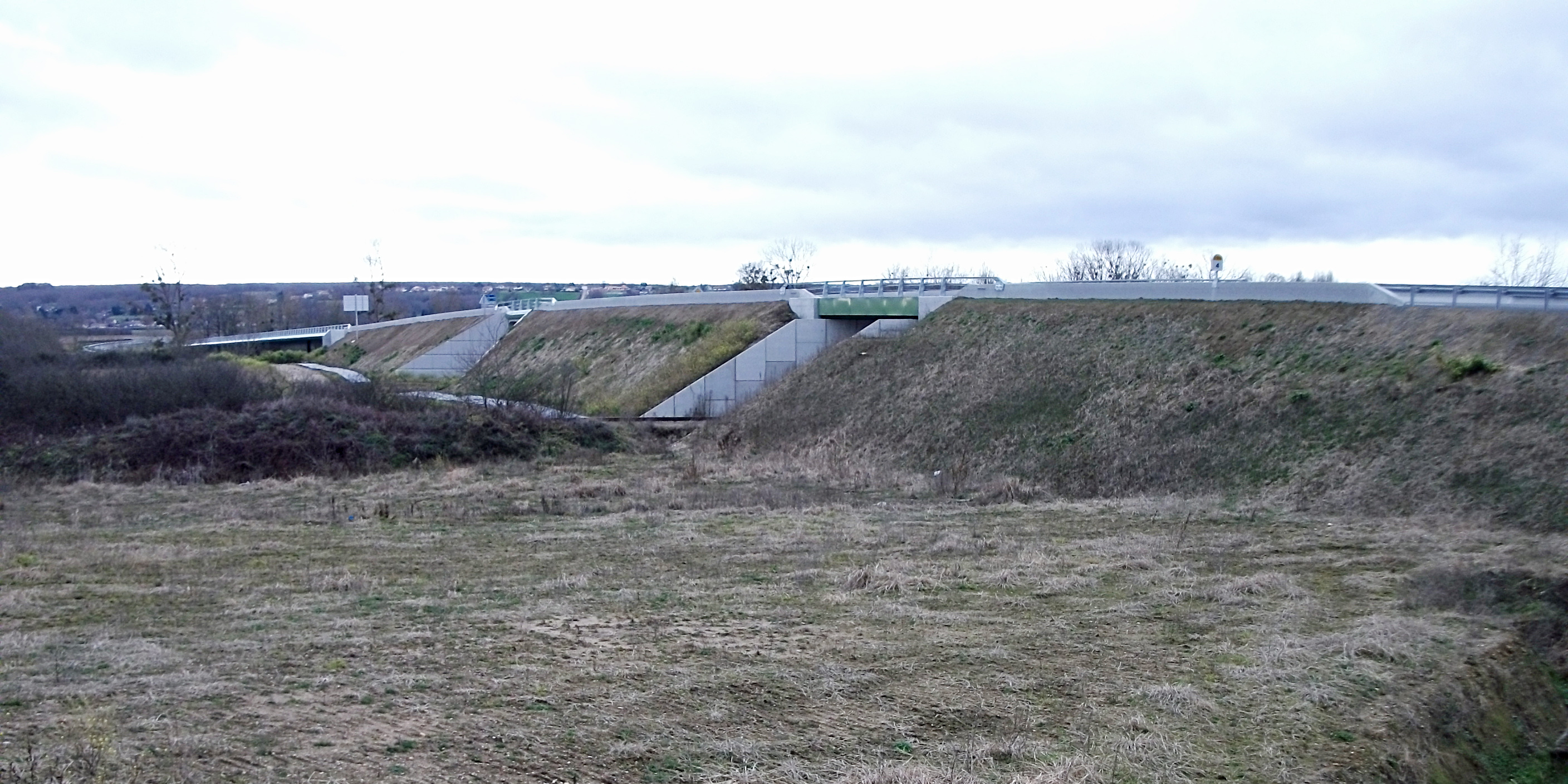
Premiers ponts au début du contournement (Saint-Yorre, 31 janvier 2016).

### Autres routes
- 2004 : Déviation de La Chapelaude sur la D 943[42]
- 2007 : déviation avec 2 giratoires sur la D 46 (raccordement N 7) (suppression d'un passage à niveau)
- 2010 : Raccordement D 480 - N 7 (contournement de Lapalisse) - D 907

## Interdiction de circulation des poids lourds

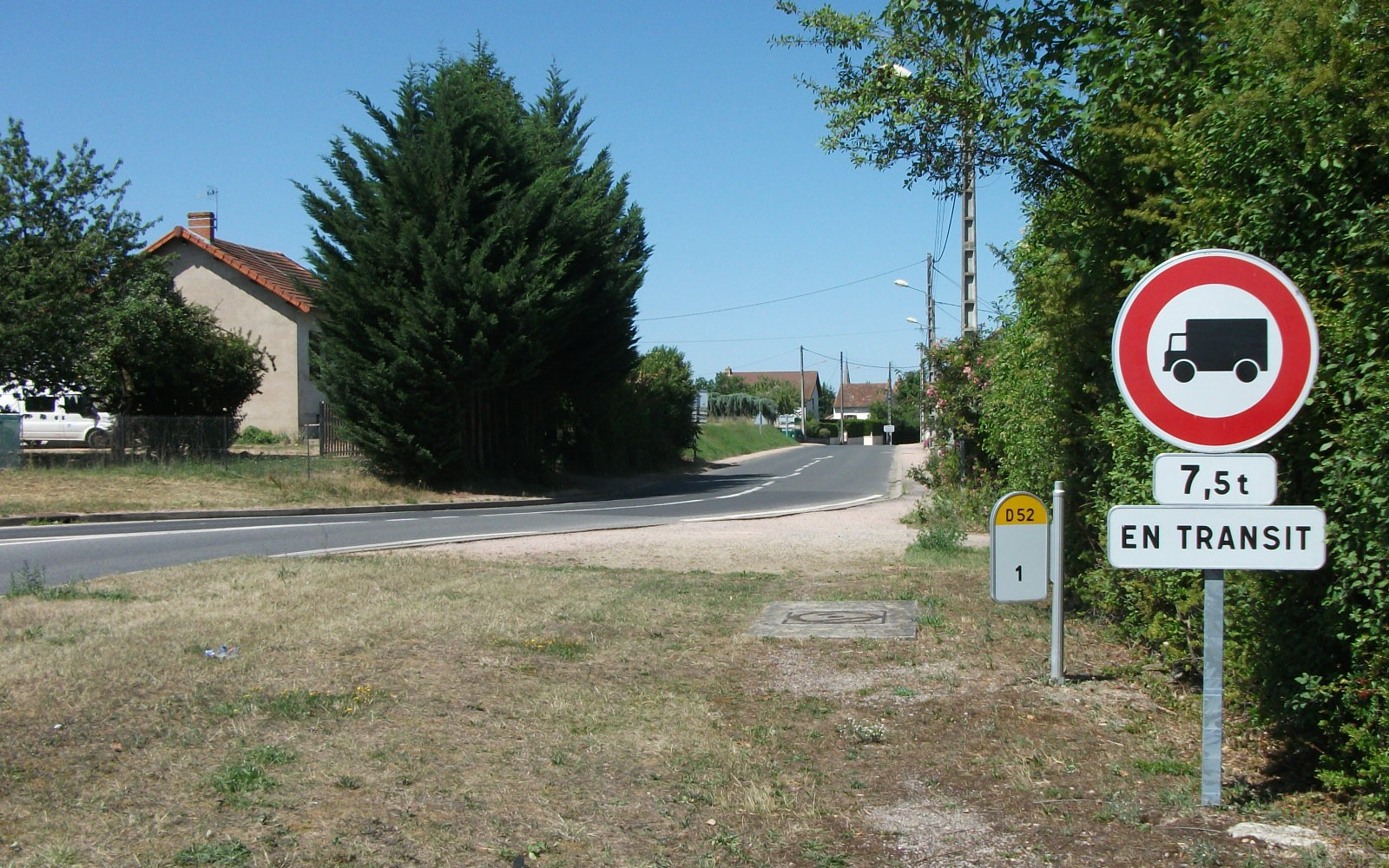
Cette route départementale, de desserte locale, est interdite aux poids lourds de plus de 7.5 tonnes en transit.

Depuis le 15 mars 2010, afin de combler l’important retard sur les autres départements français, les véhicules de transport de marchandises de plus de 7,5 tonnes sont interdits de circulation sur certaines routes départementales de l’Allier. Les routes nationales 7 et 79 étant dans un état déplorable, cette catégorie de véhicules emprunte le réseau routier départemental,. Les chiffres 2009 de la sécurité routière dans le département ont été « catastrophiques » (37 décès contre 24 en 2008). Les itinéraires de substitution n'étaient pas calibrés pour supporter un fort trafic de poids lourds.
L’arrêté d’interdiction de circulation des poids lourds en transit a été signé le 8 mars 2010, mais elle a été jugée illégale par la préfecture. Toutes les routes départementales ne sont pas concernées afin de ne pas pénaliser l'économie locale, ni celles participant à la fluidité du trafic.